# Carlitos (cầu thủ bóng đá Angola)
Carlos Miguel Gomes de Almeida (sinh ngày 24 tháng 9 năm 1988 ở Vale de Cambra, Aveiro District), hay Carlitos, là một cầu thủ bóng đá người Angola thi đấu cho C.R.D. Libolo ở vị trí tiền vệ chạy cánh.